# Camille Jacquemin
Pour les articles homonymes, voir jacquemin.
Camille Jacquemin (7 décembre 1899, Halanzy - 17 juillet 1947, Leuze-en-Hainaut) est un prêtre, compositeur, musicographe et organiste belge.

## Biographie
Dès l'âge de douze ans, il tient l'orgue de l'église Saint-Mard à Virton. En 1916, il entre au petit séminaire épiscopal de Namur (installé à l'abbaye de Floreffe) et approfondit sa formation musicale auprès de l'organiste Louis Lejeune, de René Barbier et Auguste Verrees (1884-1957). Ordonné prêtre en 1922, il est envoyé comme vicaire à Bertrix. Trois ans plus tard, son évêché l'autorise à poursuivre sa formation musicale à Paris. A l'Institut grégorien et à la Schola Cantorum, il suit les cours de Louis Vierne (orgue et improvisation), Guy de Lioncourt (contrepoint) et Vincent d'Indy (composition). Durant ces années, il est également suppléant d'Henri Mulet au grand orgue de Saint-Philippe-du-Roule.
De retour en Belgique en 1929, il est nommé professeur de chant et maître de chapelle au séminaire de Floreffe où il développe une intense activité culturelle. Plusieurs artistes qu'il avait connus à Paris séjourneront alors à l'Abbaye : Charles Tournemire, Joseph Bonnet, Henri Brochet, ou encore Henri Ghéon avec qui il collaborera pour plusieurs musiques de scène. Parmi ses plus brillants élèves durant cette période, on peut citer Pierre Froidebise.
« Si l'influence de l'abbé Jacquemin fut tellement profonde, c'est qu'il faisait chanter les âmes en harmonie avec la sienne et qu'il les élevait ainsi dans la beauté, jusqu'à Dieu » — chanoine Kaisin
« Nombreux furent ses disciples dans le clergé, dans les cloîtres, et aussi dans le monde, qui reconnaissent lui devoir beaucoup du meilleur qu'il y a en eux» — Mgr André-Marie Charue, évêque de Namur.
Avec la guerre, la vie artistique et culturelle à Floreffe se ralentit. L'exode a eu une influence douloureuse sur sa santé. Nommé curé au village de Mont-sur-Meuse en 1941, Jacquemin y souffrit de dépression. Sur la fin, son état d'âme est fait d'espérance lumineuse et pacifiante. Il meurt prématurément à l'âge de quarante-sept ans.
Charles Tournemire lui a dédié le 12e office de son Orgue mystique (La Septuagésime).

## Œuvres
En tant que compositeur, Camille Jacquemin traite la musique sacrée (messes, cantates, motets et oratorios), la musique de chambre et l'orchestre.
- Messe Coelestis Urbs
- Cantiques
  - de la moisson
  - en l'honneur de Notre-Dame de Beauraing
- La mystérieuse Légende d'Ermesinde
- Mystère de la Croix
- Mystère de Marie, Reine de France et Dame de Pontmain"
- Cantates
  - en l'honneur de Notre-Dame de Foy
  - en l'honneur de Notre Dame de Grâce
- Oratorio Le Mystère de l'Invention de la Croix (1933)
- Jeu marial (1937)
- Tableaux de Pèlerinage
  - Noël ardennais
  - Avioth
  - Orval
- Symphonie en si mineur (1928). A mon maître Louis Vierne, Organiste titulaire de Notre-Dame de Paris.
  - Foi
  - Espérance
  - Charité
- Cantilène (1941)